# الدوري المونتينيغري الممتاز
الدوري المونتينيغري الممتاز (بالمونتنغرية: Prva crnogorska fudbalska liga) هي الدرجة الممتازة لكرة القدم في الجبل الأسود، ويشارك في الدوري الممتاز 12 نادي. وتم تأسيسه في عام 2006.